# Elektrofil addíció

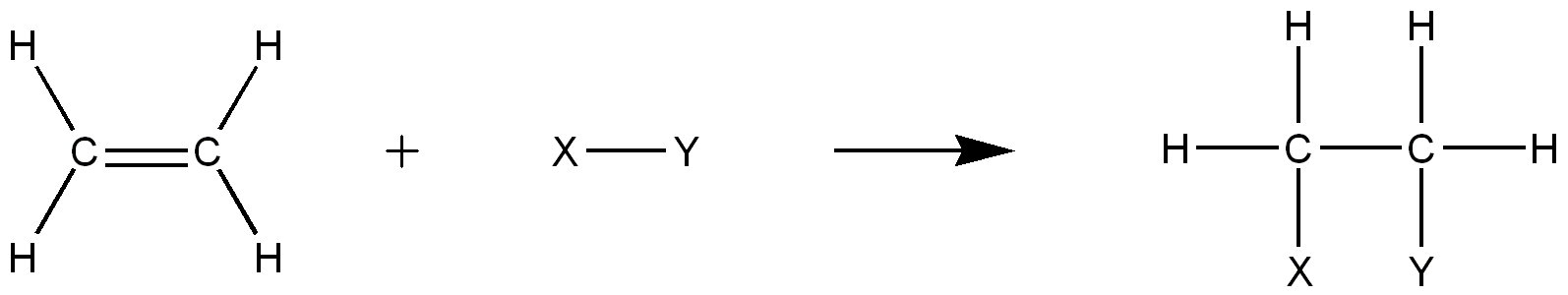
Az etilénre történő elektrofil addíció teljes reakciósémája

Az elektrofil addíció olyan szerves kémiai addíciós reakció, melynek során egy vegyületben egy pi-kötés felszakad, és két új szigma-kötés alakul ki. Az elektrofil addíciós reakció szubsztrátjában kettős vagy hármas kötésnek kell lennie.
A reakció hajtóereje az X+ elektrofil keletkezése, mely kovalens kötést alakít ki egy elektronban gazdag telítetlen C=C centrummal. Az X pozitív töltése a szén–szén kötésre helyeződik át, így a C–X kötés kialakulásakor karbokation képződik.
Az elektrofil addíció második lépésében a pozitív töltésű köztitermék az elektronban gazdag (Y) – többnyire anionos – részecskével összekapcsolódva kialakítja a második kovalens kötést.
A második lépés ugyanolyan nukleofil támadás, mint amilyen az SN1-reakcióban is végbemegy. Az elektrofil pontos természete, valamint a pozitív töltésű köztitermék jellege nem mindig egyértelmű, függ a reaktánsoktól és a reakció körülményeitől is.
A szénatomra történő aszimmetrikus addíciós reakciók során fontos a regioszelektivitás, mely gyakran a Markovnyikov-szabályt követi. A bórorganikus vegyületek addíciója anti-Markovnyikov terméket ad. Az aromás rendszerek elektrofil támadásának eredménye nem addíciós, hanem aromás elektrofil szubsztitúciós reakció.

## Jellemző reakciók
Jellegzetes elektrofil reakciók az alábbi reagensek alkénekre történő addíciója:
- halogénaddíció: X2
- hidrogén-halogenid addíciója: HX
- hidratálás: H2O
- hidrogénezés: H2
- oximerkurálás: higany-acetát, víz
- hidroborálás-oxidálás: diborán
- Prins-reakció: formaldehid, víz

## Fordítás
Ez a szócikk részben vagy egészben  az   Electrophilic addition című angol Wikipédia-szócikk ezen változatának fordításán alapul.  Az eredeti cikk szerkesztőit annak laptörténete sorolja fel. Ez a jelzés csupán a megfogalmazás eredetét és a szerzői jogokat jelzi, nem szolgál a cikkben szereplő információk forrásmegjelöléseként.